# Acte 12 de la Coupe Louis Vuitton 2007
L'Acte 12 de la Coupe Louis Vuitton 2007 était une compétition de la Coupe de l'America 2007. Elle a eu lieu du 22 juin au 2 juillet 2006 à Valence. C'est une régate en match-play.

## Participants
| Syndicat                           | Pays             |
| BMW Oracle Racing                  | États-Unis       |
| Team Shosholoza                    | Afrique du Sud   |
| Emirates Team New Zealand          | Nouvelle-Zélande |
| Luna Rossa Challenge               | Italie           |
| K-Challenge                        | France           |
| Victory Challenge                  | Suède            |
| Desafío Español 2007               | Espagne          |
| Mascalzone Latino - Capitalia Team | Italie           |
| United Internet Team Germany       | Allemagne        |
| China Team                         | Chine            |
| +39 Challenge                      | Italie           |

## Programme
| Date             | Événement       | Résultat |
| Jeudi 22 juin    | match-racing    | Luna Rossa Challenge bat Mascalzone Latino (1 min 55 s) Victory Challenge bat +39 Challenge (2 min 39 s) Emirates Team New Zealand bat China Team (2 min 53 s) Alinghi bat Areva Challenge (2 min 01 s) Desafío Español 2007 bat Team Shosholoza (19 s) BMW ORACLE Racing bat United Internet Team Germany (1 min 58 s) |
| Jeudi 22 juin    | match-racing    | Emirates Team New Zealand bat +39 Challenge (2 min 08 s) Luna Rossa Challenge bat China Team (3 min 38 s) Mascalzone Latino bat Victory Challenge (50 s) Desafío Español 2007 bat Areva Challenge (1 min 30 s) BMW ORACLE Racing bat Team Shosholoza (53 s) Alinghi bat United Internet Team Germany (2 min 01 s)       |
| Vendredi 23 juin | match-racing    | BMW ORACLE Racing bat Areva Challenge (1 min 27 s) Team Shosholoza bat United Internet Team Germany (1 min 35 s) Alinghi bat Desafío Español 2007 (55 s) Emirates Team New Zealand bat Victory Challenge (1 min 38 s) Mascalzone Latino bat China Team (1 min 50 s) Luna Rossa Challenge bat +39 Challenge (1 min 02 s) |
| Vendredi 23 juin | match-racing    | Emirates Team New Zealand bat Mascalzone Latino (2 min 17 s) Alinghi bat Team Shosholoza (20 s) Areva Challenge bat United Internet Team Germany (1 min 28 s) BMW ORACLE Racing bat Desafío Español 2007 (1 min 12 s) Luna Rossa Challenge bat Victory Challenge (1 min 11 s) +39 Challenge bat China Team (1 min 37 s) |
| Samedi 24 juin   | match-racing    | Victory Challenge bat China Team (1 min 24 s) Alinghi bat BMW ORACLE Racing (20 s) Team Shosholoza bat Areva Challenge (54 s) Desafío Español 2007 bat United Internet Team Germany (1 min 20 s) Emirates Team New Zealand bat Luna Rossa Challenge (11 s) Mascalzone Latino bat +39 Challenge (16 s)                   |
| Samedi 24 juin   | match-racing    | Alinghi bat China Team (3 min 31 s) BMW ORACLE Racing bat Victory Challenge (1 min 10 s) +39 Challenge bat Team Shosholoza (46 s) Mascalzone Latino bat United Internet Team Germany (30 s) Luna Rossa Challenge bat Desafío Español 2007 (42 s) Emirates Team New Zealand bat Areva Challenge (37 s)                   |
| Dimanche 25 juin | match-racing    | Luna Rossa Challenge bat Areva Challenge (43 s) Emirates Team New Zealand bat United Internet Team Germany (1 min 59 s) Desafío Español 2007 bat Mascalzone Latino (1 min 20 s) BMW ORACLE Racing bat +39 Challenge (48 s) Victory Challenge bat Alinghi (21 s) Team Shosholoza bat China Team (abandon)                |
| Dimanche 25 juin | match-racing    | Emirates Team New Zealand bat Desafío Español 2007 (43 s) Mascalzone Latino bat Areva Challenge (1 min 02 s) Luna Rossa Challenge bat United Internet Team Germany (2 min) BMW ORACLE Racing bat China Team (forfait) Alinghi bat +39 Challenge (2 min 03 s) Victory Challenge bat Team Shosholoza (35 s)               |
| Lundi 26 juin    | Jour de réserve | Jour de réserve |
| Mardi 27 juin    | match-racing    | Desafío Español 2007 bat +39 Challenge (36 s) Victory Challenge bat United Internet Team Germany (35 s) Areva Challenge bat China Team (2 min 58 s) Emirates Team New Zealand bat Team Shosholoza (30 s) Alinghi bat Mascalzone Latino (52 s) Luna Rossa Challenge bat BMW ORACLE Racing (8 s)                          |
| Mercredi 28 juin | match-racing    | +39 Challenge bat United Internet Team Germany (21 s) Desafío Español 2007 bat China Team (45 s) Victory Challenge bat Areva Challenge (1 min 33 s) BMW ORACLE Racing bat Mascalzone Latino (1 min 12 s) Luna Rossa Challenge bat Team Shosholoza (1 min 57 s) Emirates Team New Zealand bat Alinghi (1 min 12 s)       |
| Mercredi 28 juin | match-racing    | Mascalzone Latino bat Team Shosholoza (4 s) Emirates Team New Zealand bat BMW ORACLE Racing (1 min 14 s) Luna Rossa Challenge bat Alinghi (1 min 13 s) United Internet Team Germany bat China Team (1 min 20 s) Areva Challenge bat +39 Challenge (1 min 25 s) Desafío Español 2007 bat Victory Challenge (59 s)        |

### Classement Round Robin
| Rang | Syndicat                           | Points |
| 1er  | Emirates Team New Zealand          | 11     |
| 2e   | Luna Rossa Challenge               | 10     |
| 3e   | Alinghi                            | 8      |
| 4e   | BMW Oracle Racing                  | 8      |
| 5e   | Desafío Español 2007               | 7      |
| 6e   | Mascalzone Latino - Capitalia Team | 6      |
| 7e   | Victory Challenge                  | 6      |
| 8e   | Team Shosholoza                    | 3      |
| 9e   | Areva Challenge                    | 3      |
| 10e  | +39 Challenge                      | 3      |
| 11e  | United Internet Team Germany       | 1      |
| 12e  | China Team                         | 0      |

### Phase finale
|  | Division 1                                     | Division 1                                     |                           |   | 1e place                                     | 1e place                                     |
|  | Division 1                                     | Division 1                                     |                           |   | 1e place                                     | 1e place                                     |
|  |                                                |                                                |                           |   |                                              |                                              |
|  | Match 1 et 2 : 30 juin - Match 3 : 1er juillet | Match 1 et 2 : 30 juin - Match 3 : 1er juillet |                           |   | Match 1 1er juillet - Match 2 et 3 2 juillet | Match 1 1er juillet - Match 2 et 3 2 juillet |
|  | Match 1 et 2 : 30 juin - Match 3 : 1er juillet | Match 1 et 2 : 30 juin - Match 3 : 1er juillet |                           |   | Match 1 1er juillet - Match 2 et 3 2 juillet | Match 1 1er juillet - Match 2 et 3 2 juillet |
|  | BMW Oracle Racing                              | 1                                              |                           |   | Match 1 1er juillet - Match 2 et 3 2 juillet | Match 1 1er juillet - Match 2 et 3 2 juillet |
|  | BMW Oracle Racing                              | 1                                              |                           |   | Match 1 1er juillet - Match 2 et 3 2 juillet | Match 1 1er juillet - Match 2 et 3 2 juillet |
|  | Emirates Team New Zealand                      | 2                                              |                           |   | Match 1 1er juillet - Match 2 et 3 2 juillet | Match 1 1er juillet - Match 2 et 3 2 juillet |
|  | Emirates Team New Zealand                      | 2                                              | Emirates Team New Zealand | 3 |                                              |                                              |
|  | Match 1 et 2 : 30 juin                         |                                                | Emirates Team New Zealand | 3 |                                              |                                              |
|  |                                                | Alinghi                                        | 0                         |   |                                              |                                              |
|  | Alinghi                                        | Alinghi                                        | 0                         | 2 |                                              |                                              |
|  | Alinghi                                        |                                                |                           | 2 |                                              |                                              |
|  | Luna Rossa Challenge                           | 0                                              |                           |   |                                              |                                              |
|  | Luna Rossa Challenge                           | 0                                              | 3e place                  |   |                                              |                                              |
|  |                                                |                                                |                           |   |                                              |                                              |
|  | 1er juillet                                    |                                                |                           |   |                                              |                                              |
|  |                                                |                                                |                           |   |                                              |                                              |
|  | BMW Oracle Racing                              | 2                                              |                           |   |                                              |                                              |
|  | BMW Oracle Racing                              | 2                                              |                           |   |                                              |                                              |
|  | Luna Rossa Challenge                           | 0                                              |                           |   |                                              |                                              |
|  | Luna Rossa Challenge                           | 0                                              |                           |   |                                              |                                              |

|  | Division 2                                   | Division 2                                   |                      |   | 5e place                                | 5e place                                |
|  | Division 2                                   | Division 2                                   |                      |   | 5e place                                | 5e place                                |
|  |                                              |                                              |                      |   |                                         |                                         |
|  | Match 1 et 2 : 30 juin - Match 3 1er juillet | Match 1 et 2 : 30 juin - Match 3 1er juillet |                      |   | Match 1 1er juillet - Match 2 2 juillet | Match 1 1er juillet - Match 2 2 juillet |
|  | Match 1 et 2 : 30 juin - Match 3 1er juillet | Match 1 et 2 : 30 juin - Match 3 1er juillet |                      |   | Match 1 1er juillet - Match 2 2 juillet | Match 1 1er juillet - Match 2 2 juillet |
|  | Team Shosholoza                              | 1                                            |                      |   | Match 1 1er juillet - Match 2 2 juillet | Match 1 1er juillet - Match 2 2 juillet |
|  | Team Shosholoza                              | 1                                            |                      |   | Match 1 1er juillet - Match 2 2 juillet | Match 1 1er juillet - Match 2 2 juillet |
|  | Desafío Español 2007                         | 2                                            |                      |   | Match 1 1er juillet - Match 2 2 juillet | Match 1 1er juillet - Match 2 2 juillet |
|  | Desafío Español 2007                         | 2                                            | Desafío Español 2007 | 2 |                                         |                                         |
|  | Match 1 et 2 : 30 juin                       |                                              | Desafío Español 2007 | 2 |                                         |                                         |
|  |                                              | Mascalzone Latino - Capitalia Team           | 0                    |   |                                         |                                         |
|  | Mascalzone Latino - Capitalia Team           | Mascalzone Latino - Capitalia Team           | 0                    | 2 |                                         |                                         |
|  | Mascalzone Latino - Capitalia Team           |                                              |                      | 2 |                                         |                                         |
|  | Victory Challenge                            | 0                                            |                      |   |                                         |                                         |
|  | Victory Challenge                            | 0                                            | 7e place             |   |                                         |                                         |
|  |                                              |                                              |                      |   |                                         |                                         |
|  | Match 1 1er juillet - Match 2 et 3 2 juillet |                                              |                      |   |                                         |                                         |
|  |                                              |                                              |                      |   |                                         |                                         |
|  | Team Shosholoza                              | 1                                            |                      |   |                                         |                                         |
|  | Team Shosholoza                              | 1                                            |                      |   |                                         |                                         |
|  | Victory Challenge                            | 2                                            |                      |   |                                         |                                         |
|  | Victory Challenge                            | 2                                            |                      |   |                                         |                                         |

|  | Division 3                   | Division 3             |                 |   | 9e place                 | 9e place                 |
|  | Division 3                   | Division 3             |                 |   | 9e place                 | 9e place                 |
|  |                              |                        |                 |   |                          |                          |
|  | Match 1 et 2 : 30 juin       | Match 1 et 2 : 30 juin |                 |   | Match 1 et 2 1er juillet | Match 1 et 2 1er juillet |
|  | Match 1 et 2 : 30 juin       | Match 1 et 2 : 30 juin |                 |   | Match 1 et 2 1er juillet | Match 1 et 2 1er juillet |
|  | Areva Challenge              | 2                      |                 |   | Match 1 et 2 1er juillet | Match 1 et 2 1er juillet |
|  | Areva Challenge              | 2                      |                 |   | Match 1 et 2 1er juillet | Match 1 et 2 1er juillet |
|  | China Team                   | 0                      |                 |   | Match 1 et 2 1er juillet | Match 1 et 2 1er juillet |
|  | China Team                   | 0                      | Areva Challenge | 2 |                          |                          |
|  | Match 1 et 2 : 30 juin       |                        | Areva Challenge | 2 |                          |                          |
|  |                              | +39 Challenge          | 0               |   |                          |                          |
|  | +39 Challenge                | +39 Challenge          | 0               | 2 |                          |                          |
|  | +39 Challenge                |                        |                 | 2 |                          |                          |
|  | United Internet Team Germany | 0                      |                 |   |                          |                          |
|  | United Internet Team Germany | 0                      | 11e place       |   |                          |                          |
|  |                              |                        |                 |   |                          |                          |
|  | 1er juillet                  |                        |                 |   |                          |                          |
|  |                              |                        |                 |   |                          |                          |
|  | China Team                   | 0                      |                 |   |                          |                          |
|  | China Team                   | 0                      |                 |   |                          |                          |
|  | United Internet Team Germany | 1                      |                 |   |                          |                          |
|  | United Internet Team Germany | 1                      |                 |   |                          |                          |

## Classement final
| Rang | Syndicat                           | Points |
| 1er  | Emirates Team New Zealand          | 12     |
| 2e   | Alinghi                            | 11     |
| 3e   | BMW Oracle Racing                  | 10     |
| 4e   | Luna Rossa Challenge               | 9      |
| 5e   | Desafío Español 2007               | 8      |
| 6e   | Mascalzone Latino - Capitalia Team | 7      |
| 7e   | Victory Challenge                  | 6      |
| 8e   | Team Shosholoza                    | 5      |
| 9e   | K-Challenge                        | 4      |
| 10e  | +39 Challenge                      | 3      |
| 11e  | United Internet Team Germany       | 2      |
| 12e  | China Team                         | 1      |